# Lafraye
Lafraye is een gemeente in het Franse departement Oise (regio Hauts-de-France) en telt 278 inwoners (1999). De plaats maakt deel uit van het arrondissement Beauvais.

## Geografie
De oppervlakte van Lafraye bedraagt 5,5 km², de bevolkingsdichtheid is 50,5 inwoners per km².
De onderstaande kaart toont de ligging van Lafraye met de belangrijkste infrastructuur en aangrenzende gemeenten.

## Demografie
Onderstaande figuur toont het verloop van het inwonertal (bron: INSEE-tellingen).